# Bagnara Calabra
Bagnara Calabra (Bagnàra in calabrese) è un comune italiano di 9 104 abitanti della città metropolitana di Reggio Calabria in Calabria.

## Geografia fisica
Bagnara è situata a pochi chilometri a nord dello Stretto di Messina, in una zona costiera, chiamata Costa Viola, lambita a ovest dal mar Tirreno; è posta in fondo ad un'insenatura tra le colline a strapiombo sul mare.

## Origini del nome
Il toponimo originario è "Bagnara": "Bagnara Calabra" fu assegnato in seguito all'unificazione d'Italia per distinguere il comune calabrese da quello di Bagnara di Romagna.

## Storia
Il primo nucleo abitato di cui si conserva sicura testimonianza storica nasce intorno al 1085, al tempo di Ruggero I d'Altavilla.

## Monumenti e luoghi d'interesse

### Architetture religiose
- Chiesa di Maria Santissima Annunziata, a Pellegrina;
- Chiesa di Maria Santissima del Carmelo;
- Chiesa di Maria Santissima del Carmelo, a Ceramida;
- Chiesa di Maria Santissima del Rosario, che ospita la notevole statua marmorea cosiddetta "del Padreterno", secondo ricerche e testimonianze storiche risalente al periodo abbaziale e facente anticamente parte d'un gruppo di altre statue decorative del prospetto, create da Botteghe d'arte messinesi, forse addirittura da quel Giannangelo Montorsoli, frate fiorentino, scultore e coadiutore di Michelangelo Buonarroti (o comunque della scuola manierista), che operò a Messina fra il 1547 ed il 1557;
- Chiesa di San Nicola;
- Chiesa di Santa Maria degli Angeli;
- Chiesa di Santa Maria di Polsi;
- Chiesa di Santa Maria di Porto Salvo;
- Chiesa di Santa Maria e dei XII Apostoli (1942);
- Chiesa dei Santi Pietro e Paolo;
- Cittadella dell'Immacolata;

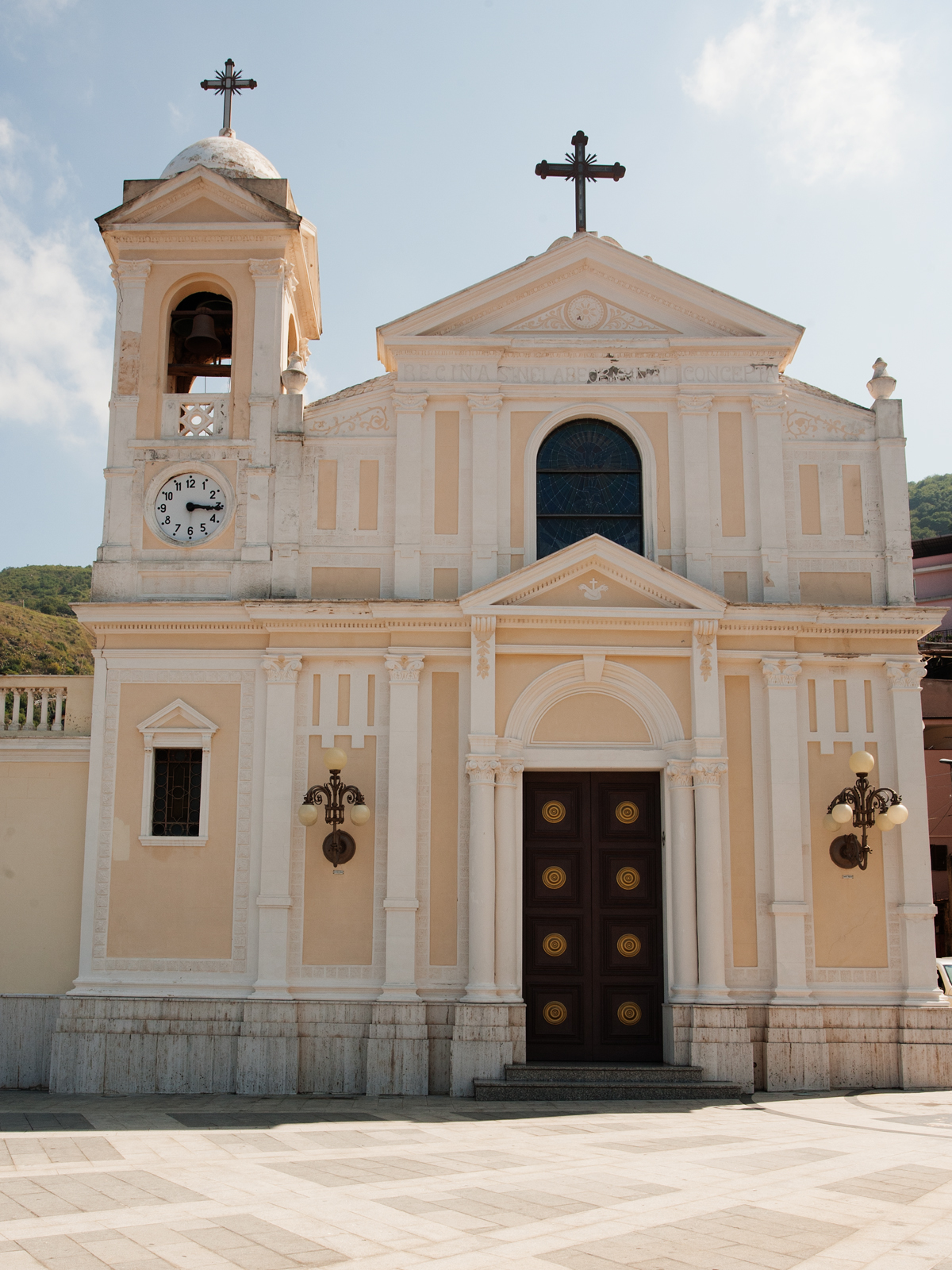
Chiesa dell'Immacolata
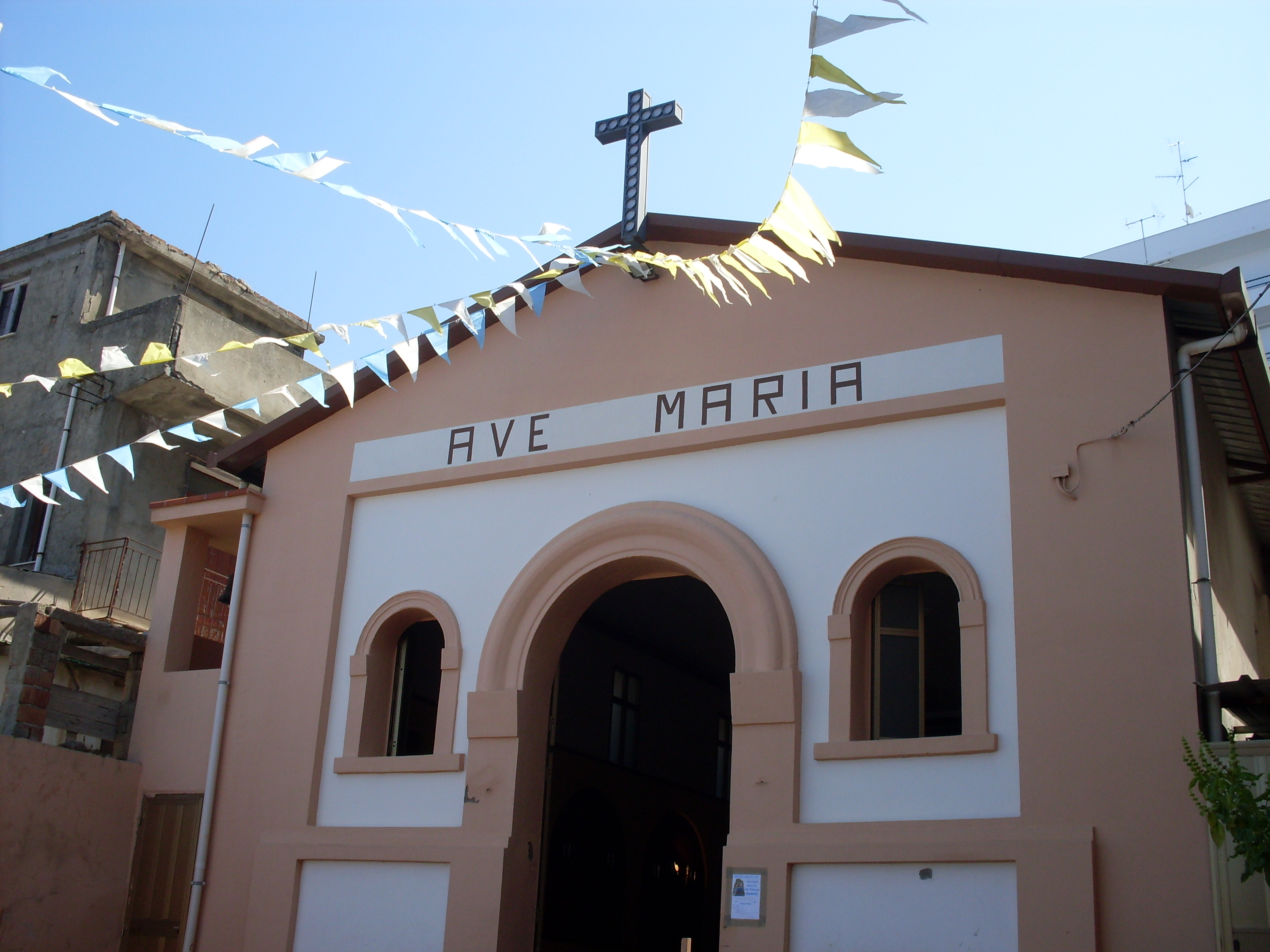
Chiesa dei Paolotti
Chiesa del Carmelo

### Architetture civili
- Proseguendo lungo la Strada Statale 18, è possibile ammirare Villa De Leo di proprietà della famiglia De Leo. Commissionata dal Commendatore Antonio De Leo all'architetto genovese Eugenio Mollino nel 1910, rappresenta il primo grande progetto di abitazione signorile a struttura antisismica. La Villa è in puro stile Art Nouveau, di particolare pregio sono le pavimentazioni in mosaico policromo e le ricercate vetrate realizzate a Milano; nel 2011 con decreto ministeriale, Villa De Leo è stata dichiarata di interesse culturale particolarmente importante e quindi sottoposta a tutela da parte del Ministero dei beni, delle attività culturali e del turismo, con le seguenti motivazioni: La Villa De Leo, progettata dall'architetto Eugenio Mollino, costituisce un raro esempio di abitazione signorile della ricostruzione post-terremoto del 1908 in cui, i paradigmi estetici e culturali della fine dell'Ottocento si ritrovano sapientemente ed efficacemente coniugati con le esigenze strutturali, funzionali e con le tecnologie emergenti e pertanto riveste valore storico-architettonico. L'edificio con la sua architettura ricca ed elegante qualifica, inoltre, un contesto di grande rilevanza storica e paesistica quale è il promontorio di Marturano.
- In prossimità, il plesso del Castello ducale dei Ruffo, localmente noto anche col nome di Castello Emmarita, che domina il blocco roccioso di Marturano ed al quale è possibile accedere anche attraverso antichi sentieri che dai rioni Marinella e Canneto conducono nella parte alta del centro abitato, l'antico borgo bagnarese di Porelli.

Ad esso si perviene anche solcando il famoso Ponte di Caravilla, l'unico ponte in pietra al mondo ad essere attraversato per tre volte.

### Architetture militari

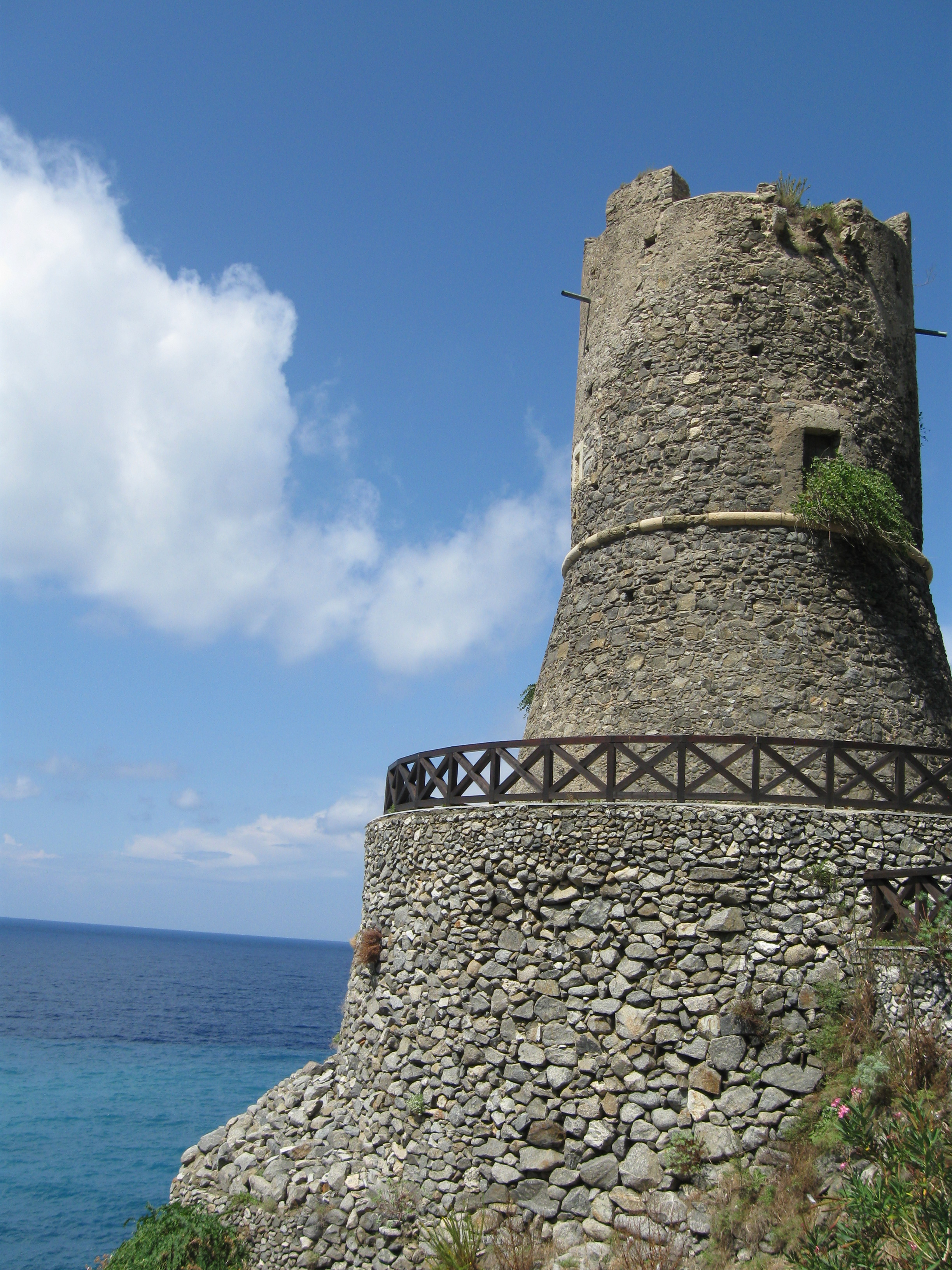
Torre Ruggiero

- Nell'odierno Rione Marinella, storico rione di pescatori, sorge una torre, risalente al XV, XVI secolo, chiamata Torre Aragonese o di Capo Rocchi, o, più volgarmente, di Re Ruggero. Essa era anticamente parte integrante di un sistema di torri che fungevano da punti di avvistamento contro le scorribande saracene lungo la costa tirrenica: veniva infatti indicata anche come 32ª torre della Calabria Ulteriore (o Calabria Ultra). Secondo una locale tradizione, detta torre comunicava direttamente con i centri signorili e religiosi locati nelle odierne Località Belvedere e Contrada Pinno. In particolare, sulla Rupe di Marturano, a dominare tutto il territorio sottostante, sorgeva l'antica Abbazia voluta da Ruggero il Normanno, unico esempio ai tempi della fondazione di struttura religiosa cattolica di rito romano in un territorio allora fortemente impregnato dalla presenza della Chiesa greca. Per questo venne allora assurta allo status di "res nullius", ovvero soggetta direttamente alla sola autorità papale; nel tempo, grazie alle donazioni di Ruggero, i possedimenti e l'influenza abbaziale si estesero fino a Cefalù, in Sicilia. L'Abbazia è andata distrutta a causa del terremoto del 1783.

### Altro
- In piazza Marconi, situata nella zona centrale di corso Vittorio Emanuele II, sorge una stele marmorea realizzata dalla “BM di Carmelo Barbaro”, artista bagnarese, su progetto dell'architetto Albanese. Tale monumento è un omaggio al navigatore solitario Vincenzo Fondacaro, recante simbolicamente un veliero e sulla parte laterale l'effigie dello stesso. Quest'ultima, scolpita nel bronzo, è opera della scultrice Carmen Potortì. Non vi è nessun'altra indicazione se non il motto di Fondacaro: “Audere Semper” vale a dire “Osare sempre”.
- Sempre in piazza Marconi troviamo la statua della "bagnarota" opera dello scultore S.Amelio, dedicata a questa laboriosa donna immagine della città, figura femminile forte, con un carattere tenace, che non solo accudisce la famiglia ma cerca di tirare avanti la stessa famiglia con il lavoro. Possiamo notare le mani e i piedi giganti rispetto al complesso della statua, un tocco artistico per marcare l'operosità e la caparbietà di questa donna. È raffigurata con una cesta di vimini sulla testa che trasporta il pesce fresco da vendere porta a porta come lo si usava fare decenni fa. Alla base della statua una stele riporta la poesia dialettale “bagnarotazza” del poeta bagnarese Vincenzo Spinoso.
- All'ingresso nord del centro cittadino bagnarese troviamo la Fontana a Garibaldi, in stile palladiano, eretta il 24 agosto 1864 per ricordare il duplice passaggio del generale. La sera del 24 agosto 1860, insieme a dieci ufficiali, Garibaldi sostò in casa del capitano della Guardia Nazionale Carmine Romano. Ciò che resero ancora più importante la sosta del Garibaldi in Bagnara furono le parole che scrisse a Nino Bixio dalle mura che lo ospitavano. Incitandoli a combattere scrisse: “Quando c'è da combattere sapete che non vi risparmio”. Una lapide marmorea affissa alla parete centrale della casa in via Nastari ricorda lo storico evento. La leggenda popolare vuole che il Garibaldi, lasciata la casa della Guardia Nazionale, e dirigendosi verso nord, si fermò presso questa fontana per dissetarsi.
- Nel rione Porelli è anche presente la composizione scultorea detta "del Calvario". Esso è proprietà della Confraternita della Sacre Stimmate di San Francesco e dell'Immacolata. Incerto risulta l'anno di costruzione e la provenienza. Opera di maestranze locali, prese il nome di Calvario in quanto constava di tre piccole croci in ferro poggiate su una nicchia in marmo ove era prodotta in bronzo l'immagine della pietà di Michelangelo a basso rilievo. Completamente rinnovato nel mese di novembre 2004, il nuovo calvario, situato presso lo stesso sito in via Nazionale del rione di Porelli, è stato inaugurato l'otto dicembre del 2004 in occasione del 50º anniversario dall'incoronazione della statua della Madonna. Oggi si può ammirare una riproduzione della pietà in gesso bianco poggiata sull'antica base in marmo. Alle sue spalle si erge una grande croce in ferro battuto. Provenendo da nord, suggestivo è il paesaggio che si apre alle spalle del Calvario. Una grande distesa verde si abbraccia al mare mentre la Sicilia e le isole Eolie fanno da sfondo a tale opera. Nel periodo pasquale viene adibito a sepolcro che i fedeli visitano il giovedì santo nel consueto e tradizionale “Giro dei Sepolcri”.
- In frazione Solano Inferiore è ancora possibile ammirare la fontana con riportata l'iscrizione del jus primae noctis dei Ruffo di Sinopoli-Bagnara-Scilla.

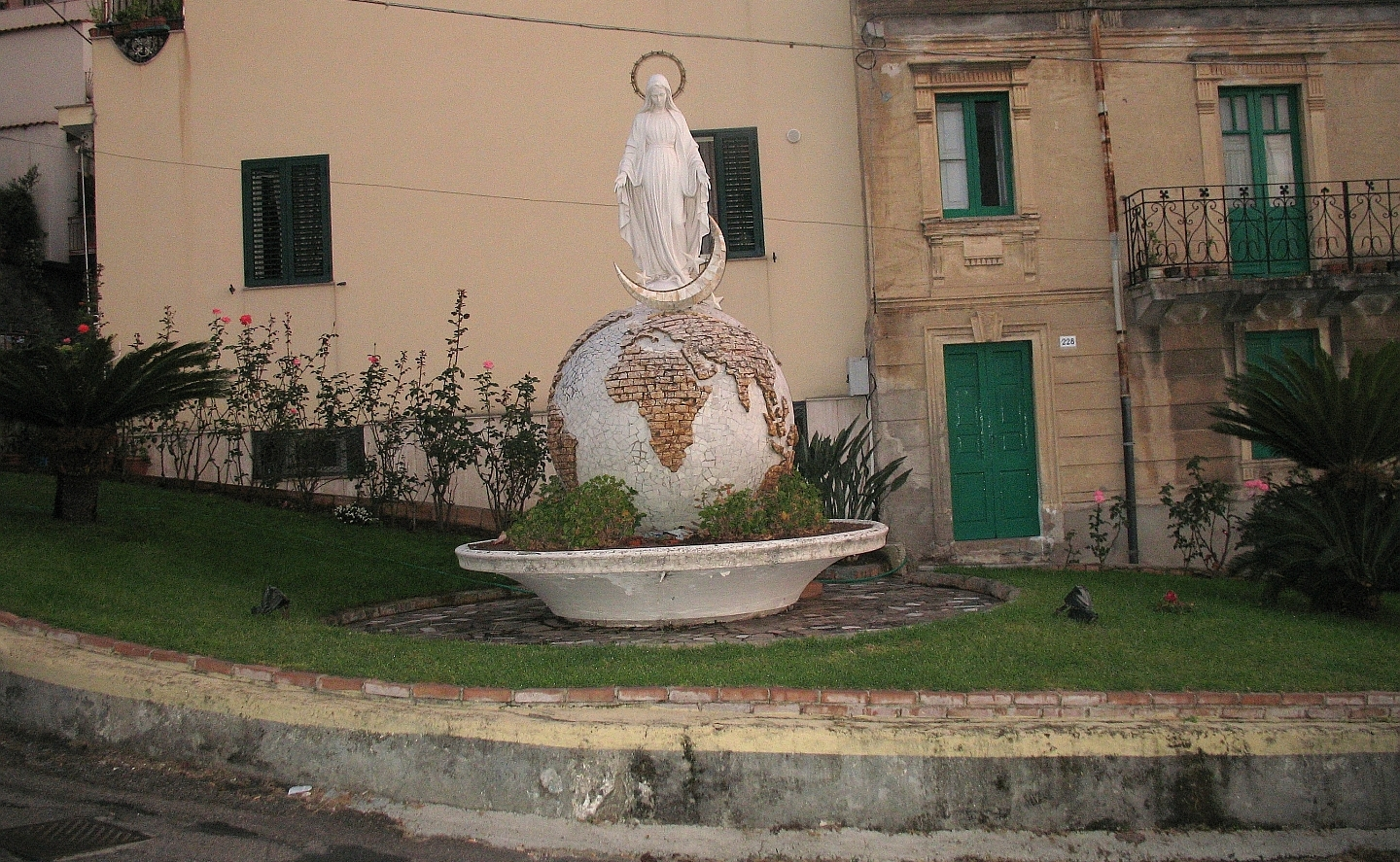
Madonna sul globo terrestre - Porelli
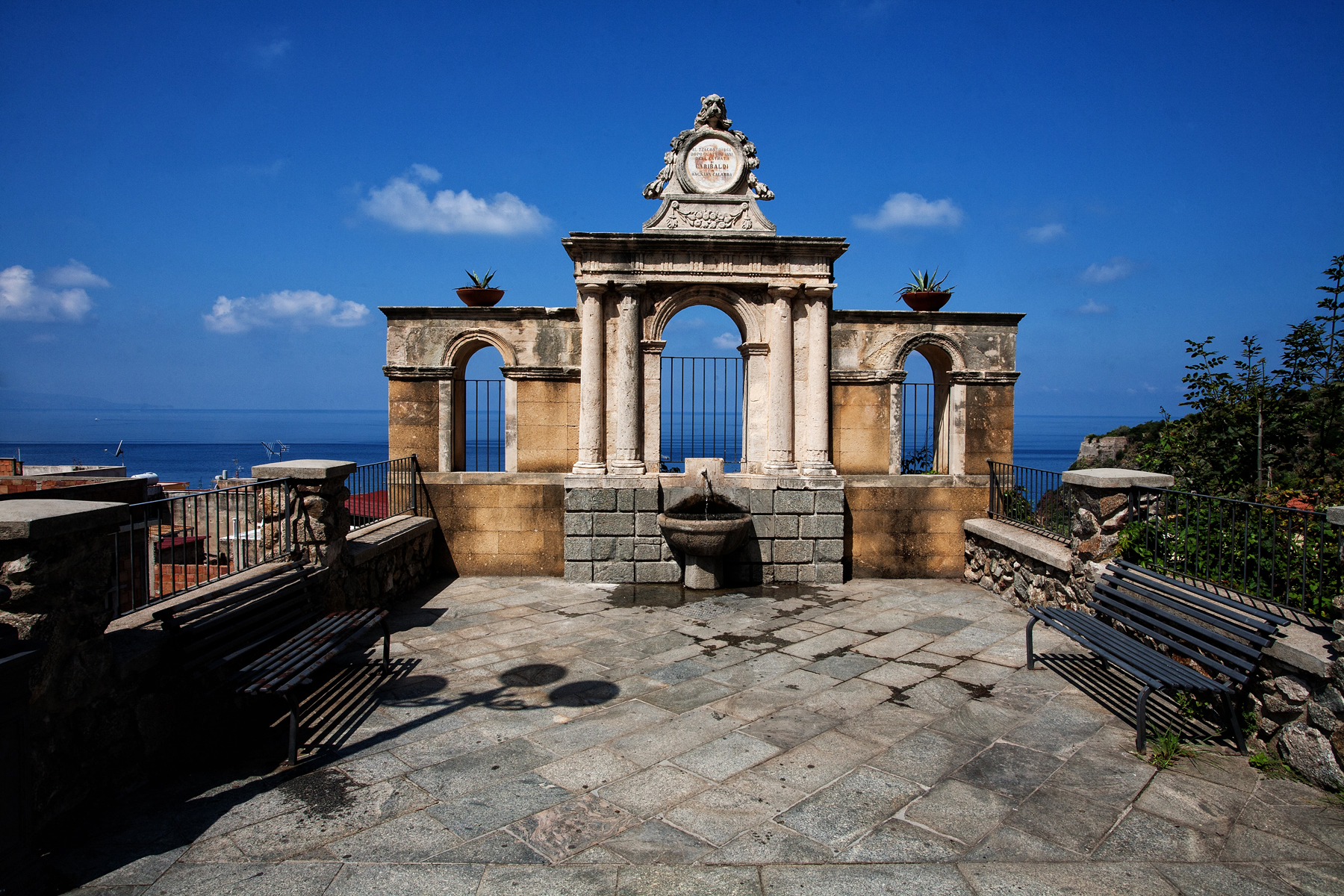
Fonte Garibaldi
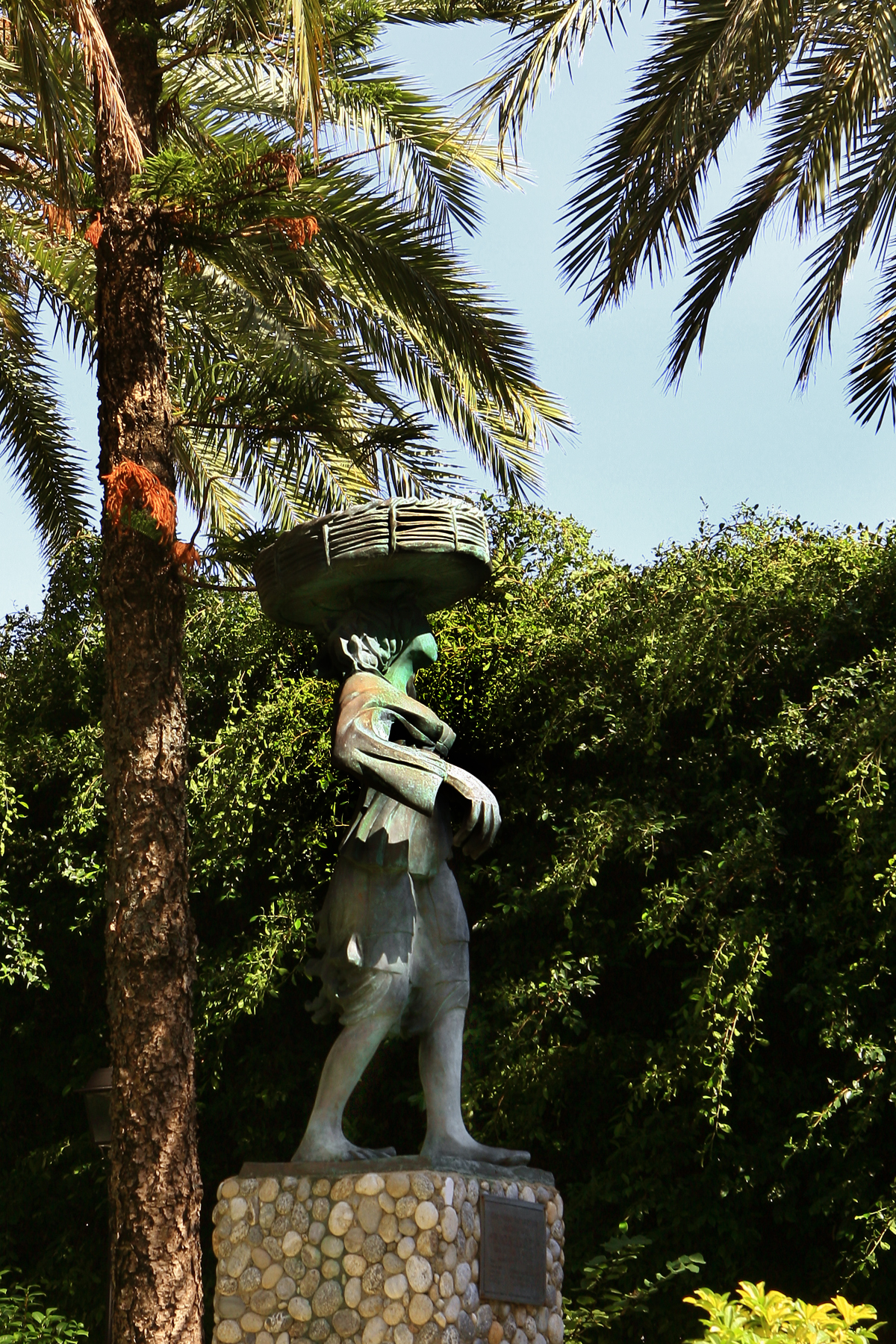
Statua della bagnarota

## Società

### Evoluzione demografica
Abitanti censiti

### Tradizioni e folclore
Sono numerose le tradizioni di Bagnara Calabra, soprattutto legate a festeggiamenti religiosi. L'elenco completo delle secolari celebrazioni cattoliche che vengono svolte durante l'anno, nel territorio comunale, è il seguente:
- Affruntata, domenica di Pasqua;[4]
- Festa di Sant'Antonio di Padova, 13 giugno;[5]
- Festa di Maria Santissima del Carmelo, 16 luglio;
- Festa dei Santi Pietro e Paolo, 29 giugno;[6]
- Festa di Maria Santissima delle Grazie, a Solano Inferiore, terza domenica di agosto;
- Festa di Santa Maria di Porto Salvo, ultima domenica di settembre, con processione in barca;[7]
- Festa di Maria Santissima del Rosario, prima domenica di ottobre;[8]
- Festa di Maria Santissima Immacolata, l'8 dicembre.

## Cultura

### Istruzione
Il comune ospita un istituto comprensivo e un istituto d'istruzione superiore.

### Cucina
Una produzione caratteristica di Bagnara è il torrone. Documenti di archivio riportano che già nel 1700 i monaci dell’abbazia di Bagnara erano esperti nella preparazione di dolci, e soprattutto lavoravano il torrone, che era chiamato “martiniana”. L'elemento base, insieme alla mandorla, è il miele di zagara coltivato sulla Costa Viola e in buona parte del territorio calabrese.

## Geografia antropica

### Frazioni e quartieri
- Porelli è la zona alta del Comune,di circa 1 500 abitanti.
- Pellegrina frazione importante del Comune, di circa 1 000 abitanti, situata nelle colline attigue a nordovest del nucleo abitativo.Tutti i visitatori sono meravigliati dalla particolare posizione geografica Unica al mondo che guada come un'enorme finestra sul Mar Tirreno con vista sullo Stretto di Messina e all'orizzonte le fantastiche Isole Eolie. Nel centro antico ancora abitato seguendo l'antichissimo sentiero "da petrara" è possibile ammirare le mura e il maestoso campanile facenti parte dell'antica chiesa del villaggio, dedicata alla nobile devozione di Maria SS. Annunziata ed eretta per volontà dei Duchi Ruffo di Bagnara, intorno al XVII sec. In essa era esposta al culto dei Pellegrinesi una pregevole tela dedicata all'Annunciazione,che reca visibile "unica" giunta a noi che raffigura nella composizione pittorica a modi firma l'arme/stemma dei Duchi Ruffo; oggi dopo i restauri, voluti dall'omonima e secolare Confraternita è esposta alla visione e culto di tutti i fedeli nella chiesa parrocchiale di Maria SS Annunziata, eretta negli anni '30 nel nucleo abitativo nuovo sorto dopo il tragico terremoto del 1908.Nella stessa chiesa parrocchiale è esposta una stupenda statua in monoblocco ligneo raffigurante l'Annunciazione di scuola calabro/napoletana e di autore ignoto.
- Ceramida è un agglomerato di case cottiguo alla frazione di Pellegrina con poco meno di 300 abitanti, sorge su alture argillose e ricche di terrazzamenti. Il nome Ceramida in dialetto Calabrese equivale a “tegola”. I principali monumenti della contrada sono la chiesa del Carmine e il Monumento dei Caduti
- Solano Inferiore è una frazione di circa 600 abitanti situata sulla collina ad una altezza media di circa 500 metri s.l.m.. L'economia è prevalentemente agricola. Importante è la produzione di legno di castagno molto pregiato. I principali monumenti sono: il monumento a Paolo de Flotte, la monumentale fontana Borbonica situata al cosiddetto " Passo di Solano ", la Chiesa di Maria SS. delle Grazie.
- Marinella è il rione più esteso di Bagnara, nasce dalla rupe di Marturano sviluppandosi per più di 2 km fino alla Torre Ruggiero racchiuso da scoscesi pendii. Il quartiere è popolato soprattutto da pescatori e conta all'incirca 4 000 abitanti. Fu quasi distrutta come tutta la cittadina dai due terremoti avvenuti nel 1783 e nel 1908. Secondo la leggenda, nel XVIII secolo venne ritrovata sulla spiaggia del rione una statua raffigurante la Madonna, venne costruita una chiesa in suo onore (l'attuale Chiesa Maria SS. Di Porto Salvo).
- Centro storico è il punto focale di Bagnara, nasce su una zona pianeggiante, qui è presente il Municipio, ma anche diversi negozi e strutture ricettive. È popolato da circa 3 000 persone.
- Arangiara prende il suo nome da antiche piantagioni di aranceti, sorge su un territorio abbastanza scosceso contiguo a quello del centro abitato. Qui sono presenti il maggiore numero di chiese come l'Abbazia di Santa Maria e i XII apostoli, la Chiesa del Rosario e la Chiesa del Carmine che nasce sopra una zona collinare.

## Economia
L'economia di Bagnara è basata prevalentemente sulla pesca del pesce spada, sull'agricoltura (viticultura), sul turismo balneare e sulla lavorazione artigianale del vetro.
Bagnara è famosissima per la produzione del torrone che è il più rinomato in Calabria e ha ricevuto il riconoscimento IGP. Molto famosa la pasticceria di Cundari. La popolosa frazione di Pellegrina ha mantenuto la tradizione del pane di farina di grano lievitato con pasta acida/lievito madre divenendo oggi polo riconosciuto in tutta la provincia per la bontà di questo prodotto.

## Infrastrutture e trasporti

### Strade
Sull'autostrada A2 del Mediterraneo è presente uno svincolo per la cittadina. Inoltre Bagnara Calabra è attraversata dalla strada statale 18 Tirrena Inferiore.

### Ferrovie
Bagnara è servita dalla stazione omonima posta sulla ferrovia Tirrenica Meridionale.

## Sport

### Calcio
La principale squadra di calcio della città è l'A.C. Bagnarese Calcio che milita in prima categoria, nel girone D. I colori sociali sono il bianco e l'azzurro. Il simbolo societario è il Pescespada. È nata nel 1947.